# Организованная преступность в Турции
Организованная преступность в Турции или Турецкая мафия (Turkish: Türk mafyası) — общий термин для обозначения преступных организаций, базирующихся в Турции и/или состоящих из граждан Турции (в том числе бывших).

## История и структура
Ещё в Османской империи торговля наркотиками, их распространение и использование считались нормой. До запрета кокаина, опиума и других наркотиков в Европе эти препараты ввозили именно из Османской империи. Экспорт опиума был одной из основных статей доходов этого государства, Турция занимала лидирующие позиции в этой сфере. Турецкие поставщики наркотиков вышли на европейский рынок, особенно активно торгуя ими во Франции.
В Албании, Сербии, Болгарии и Венгрии со времён Османской империи сформировались большие турецкие общины. После Первой мировой войны турецкие наркоторговцы сформировали альянсы с югославскими, болгарскими и греческими криминальными группировками, организовав сотрудничество в переправке и обмене наркотиками. После Второй мировой, когда Париж по объемам оборота опиума уступил Марселю, турецкие преступные кланы наладили связи с лидерами рынка наркоторговли во Франции — марсельскими и корсиканскими преступники, после чего сумели расширить сферу своей деятельности, начав переправлять наркотики в США.
В самой Турции в начале 2000-х годов объём денежных средств, находящихся под контролем мафии, достигал 60 миллиардов долларов, что составляло примерно четверть от объёма национальной экономики и более половины бюджета на весь 2004 год. За период с 1998 по 2002 год в Турции были задержаны порядка 17 тысяч человек, связанных с организованной преступностью, а также изъято очень большое количество оружия, которого, как утверждалось, «хватило бы, чтобы вооружить армию небольшого государства».
По некоторым данным, в конце 2000-х годов турецкая мафия контролировала около 93 % европейского рынка наркотиков. Согласно ежегодным докладам ООН, ЕС и США, Турция играла ключевую роль в мировом наркобизнесе. Согласно докладу управления ООН по наркотикам и преступности, в 2009 году в Европу незаконным путем было ввезено 110 тонн героина, 85 % которого — из Турции.
В 2010-х годах турецкая мафия занималась торговлей героином и незаконной торговлей оружием, а позже стала заниматься ещё и торговлей людьми. Одним из лидеров турецкой мафии был Бекир Челенк. Он участвовал в заговоре с целью убийства папы римского Иоанна Павла II. Ещё одним из лидеров турецкой мафии является Алааттин Чакыджи. На его счету разбойные нападения, в том числе на кафе в котором находились представители группировок, соперничающих с Чакыджи, убийство своей жены и ещё более чем четверых человек, участие в преступной организации, вымогательство и коррупция. Чакыджи был осуждён в Австрии, где жил по подложным документам, во Франции за разбой, позже был экстрадирован в Турцию.
Преступные группы, происходящие из Турции, действуют по всей стране, а также по всей Западной Европе (где существует многочисленная турецкая иммигрантская среда), в том числе в Англии, Нидерландах, Бельгии и Германии. Также турецкие преступные группы действуют в Австрии, на Балканах и на Ближнем Востоке. Деятельность турецкой мафии представляет собой широкий спектр преступлений, наиболее важной из которых на международном уровне является незаконный оборот наркотиков (особенно героина). В торговле героином турецкие группировки сотрудничают с болгарскими мафиозными группами, которые транспортируют героин дальше в такие страны, как Италия. В самой Турции, а также в европейских странах с многочисленной турецкой общиной (таких как Германия, Нидерланды , Бельгия и Великобритания) преступные кланы занимаются торговлей другими видами наркотиков, торговлей людьми, незаконными азартными играми, сутенёрством и вымогательством.
Турецкие мафиозные структуры имеют устойчивые позиции более чем в 100 секторах экономики страны. Организованная преступность в Турции считается самой серьёзной внутренней угрозой для государства. Некоторые турецкие преступные группировки имеют тесные связи с коррумпированными политиками и представителями местных правоохранительных органов. Они активны в различных сферах организованной преступности и часто могут быть связаны с политически мотивированными группами, такими как «Серые Волки». Это особенно проявляется среди преступников в иммигрантских кругах. Турецкие мафиозные кланы также сотрудничают с некоторыми преступными группировками курдов, лазов или представителей народности Заза. Некоторые турецкие ОПГ принимают в свои ряды не турок, часто в них входят курды, албанцы, иранцы или выходцы с Балкан.

### Турецкая мафия в Германии
Турецкие преступные группировки особенно влиятельны в Германии. Согласно ежегодному отчёту полиции Германии, турки (наряду с иммигрантами из Нигерии и Сьерра-Леоне) играют значительную роль в координации преступности среди всех иммигрантов. В 2008 году число лиц не немецкой национальности, подозреваемых в организации этих преступных группировок, составило 471 067, причем 106 396 из них (22,6 %) были турками. В отчёте по итогам прошедшего десятилетия по части незаконного оборота наркотиков в Германии турки тоже составляют значительное число. 26,6 % всех наркоторговцев в Германии — турки. Среди промышляющих торговлей одним только кокаином количество турок достигает 21,9 %.
По данным немецкой прессы, в некоторых городах Германии действуют опасные турецкие молодёжные группировки, которые занимаются наркоторговлей, сутенёрством, разбоем, совершают изнасилования. В издании «Militant Islam Monitor» отмечалось, что турецкие ОПГ контролируют некоторые улицы Берлина, где продают наркотики.

### Турецкая мафия в Нидерландах и Бельгии
В Нидерландах, где существует большая турецкой община, мафиозные группировки турок также особенно сильны. Они занимаются в основном скупкой и продажей наркотиков. По данным полиции страны, эти группировки иногда действуют целыми семьями или кланами. Часто турецкие наркоторговцы продают не только мелкие, но и крупные объёмы своего «товара». Часто их контролируют напрямую из Стамбула.
Турецкие гангстеры в Нидерландах и Бельгии занимаются также продажей оружия, незаконным перемещением иммигрантов, сутенёрством, подделкой документов и отмыванием денег, а также пытаются установить тесные контакты с властью. Участники этих группировок стараются попасть в местные органы власти или ищут связи в местной администрации для того, чтобы добиваться принятия выгодных для них законов. В частности, турецкие криминальные кланы пытаются влиять на рынок недвижимости и коммунального жилья.

### Турецкая мафия в Англии
В Англии турецкие ОПГ ведут криминальные войны с албанской мафией за контроль над рынком сбыта героина. За 1997—2002 годы участники турецких ОПГ совершили 20 заказных убийств (считается, что это наибольший показатель для всех этнических мафий, за исключением ямайских преступных группировок). При этом участники турецких мафиозных групп в Англии реже убивают своих соотечественников-гангстеров, чем это делают представители ямайских банд, которые могут убить своего «коллегу» из-за личной неприязни. Убийства в среде турецких ОПГ обычно тщательно просчитываются, и руководители преступной группы должны дать своё согласие на его исполнение. Ранее жертвами гангстерской войны были в основном турки или киприоты, позже самые разные этнические группировки, контролирующие торговлю героином, старались объединиться, чтобы вместе противостоять растущей угрозе со стороны албанских и пакистанских гангстеров.
В 2006 году были арестованы тринадцать участников турецкой преступной группировки, которые прятали 13 килограммов в магазине мясника, расположенном в Дегенхеме. Позже полиции Лондона удалось обнаружить известного турка Хамида Гокенджа по прозвищу «Mafia babası» («Крёстный отец»). Возглавляемая им группировка поддерживала тесные связи с организацией «Серые волки». В целом в результате полицейской операции было обнаружено 22 килограмма героина.
Одним из эпизодов гангстерской войны в Лондоне было двойное убийство турецких гангстеров Хасана Мамали и Самы Мустафадвы. Они ехали на «Мерседесе» по одному из районов восточного Лондона, и их автомобиль был обстрелян. Мамали был убит, Мустафадва выскочил из машины и попытался скрыться, но был застрелен очередью из автомата, после чего убийца подошёл сделал контрольный выстрел в голову. Через два месяца на востоке Лондона в районе Тотенхэм на берегу реки Ли был найден труп турка Огужана Оздемира со следами нескольких пулевых выстрелов.
В Великобритании турецкая мафия сильна во многом благодаря огромной общине мусульман-суннитов. Мусульмане из африканских стран также вступают в турецкие преступные кланы и начинают торговать наркотиками на улицах. Часть рынка наркотиков в Великобритании находится под контролем турецких мафиозных кланов. По данным Скотланд-Ярда, около 90 % ввозимого в страну героина имеет турецкое происхождение. Турки, занимающиеся торговлей героином, в основном базируются в восточной части Лондона. Их преступные связи тянутся вплоть до Афганистана и Пакистана. В одном из заключений британской полиции было отмечено, что «турецкие группировки представляют серьёзную угрозу с точки зрения безопасности». В Великобритании, как и в Германии, особенно активна турецкие молодёжные группировки, которые контролируют отдельные улицы и занимаются незаконным перемещением иммигрантов.

### Преступные группировки лазов
Несмотря на то, что преступные группы, состоящие из турок, действуют по всей стране, значительная часть из них базируются в двух регионах — в провинции Трабзон на черноморском побережье северо-восточной Турции и в восточной и юго-восточной Анатолии на юге страны. Эти группы, состоящие из турок и лазов, особенно сильны в самой стране. Мощные и известные турецкие преступные организации в основном происходят из провинции Трабзон и включают представителей как турок, так и лазов. Черноморские криминальные авторитеты, такие как Алааттин Чакиджы, известны своими связями с политически мотивированной группой «Бозкурт» («Серые волки») или участием в ней.

### Кипрско-турецкие преступные группировки
После значительной иммиграции киприотов-турок в Лондон в рабочих кварталах города были сформированы преступные группировки из них. В основном они занимаются незаконным оборотом наркотиков, вооружёнными грабежами, отмыванием денег. Эти преступные кланы больше связаны с традиционными британскими преступными группировками, чем с турецкой мафией.

### Курдские преступные группировки
Некоторые этнические курдские преступные группировки происходят из юго-восточной части Анатолии в Турции. Считается, что эти группы в значительной степени основаны на кланах, и их основным источником дохода, как считается, является незаконный оборот героина и оружия. Некоторые лидеры этих групп, такие как Хусейн Байбашин, активно работали в странах Западной Европы, особенно в Великобритании. Некоторые турецкие источники обвиняют их в связях с Рабочей Партией Курдистана, но турецкие власти этого не подтверждали.

### Преступные группировки Заза в Соединённом Королевстве
В то время как этнические преступные группы заза не особо известны в самой Турции, в Великобритании и Германии образовались крупные общины иммигрантов заза-алевитов. Преступные группировки внутри этих общин имеют связи с другими турецкими и курдскими криминальными авторитетами. Они занимаются незаконным оборотом наркотиков и исполнением заказных убийств. Одним из известных случаев является жестокая война за власть в Лондоне между турецкими бандами «Тоттенхэм Бойз» и «Хакни». Эти банды в основном состоят из турок, но также в них есть и курды.

## Известные представители
- Алааттин Чакыджи[11]
- Махмут Йылдырым
- Нурулла Тевфик Агансой
- Дюндар Кылыч
- Хусейн Байбашин
- Абдулла Байбашин
- Семья Ариф